# Chéri Chérin
Pour les articles homonymes, voir Chérin.

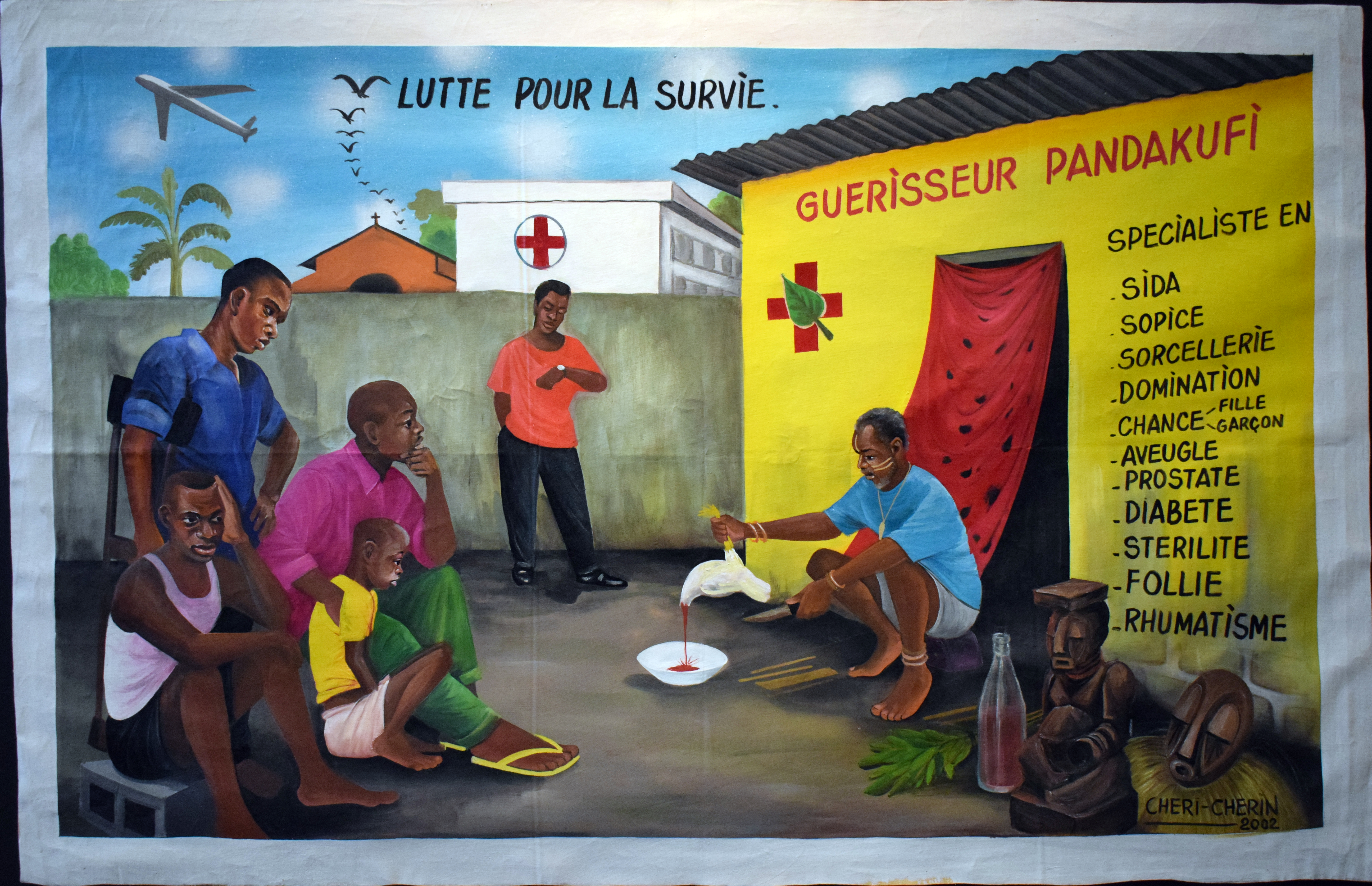
Lutte pour la survie, Chéri Chérin, 2002.

Chéri Chérin de son vrai nom Joseph Kinkonda, né le 16 février 1955 à Léopoldville, est un artiste-peintre de la république démocratique du Congo. L'un des principaux représentants de la peinture populaire congolaise contemporaine – avec Chéri Samba et Moké –, il aborde volontiers des thèmes tels que la débrouille, le pouvoir ou la vie quotidienne à Kinshasa. Son goût pour la satire politique lui a valu quelques ennuis pendant les dernières années du régime Mobutu.